# درایو دیسک سخت

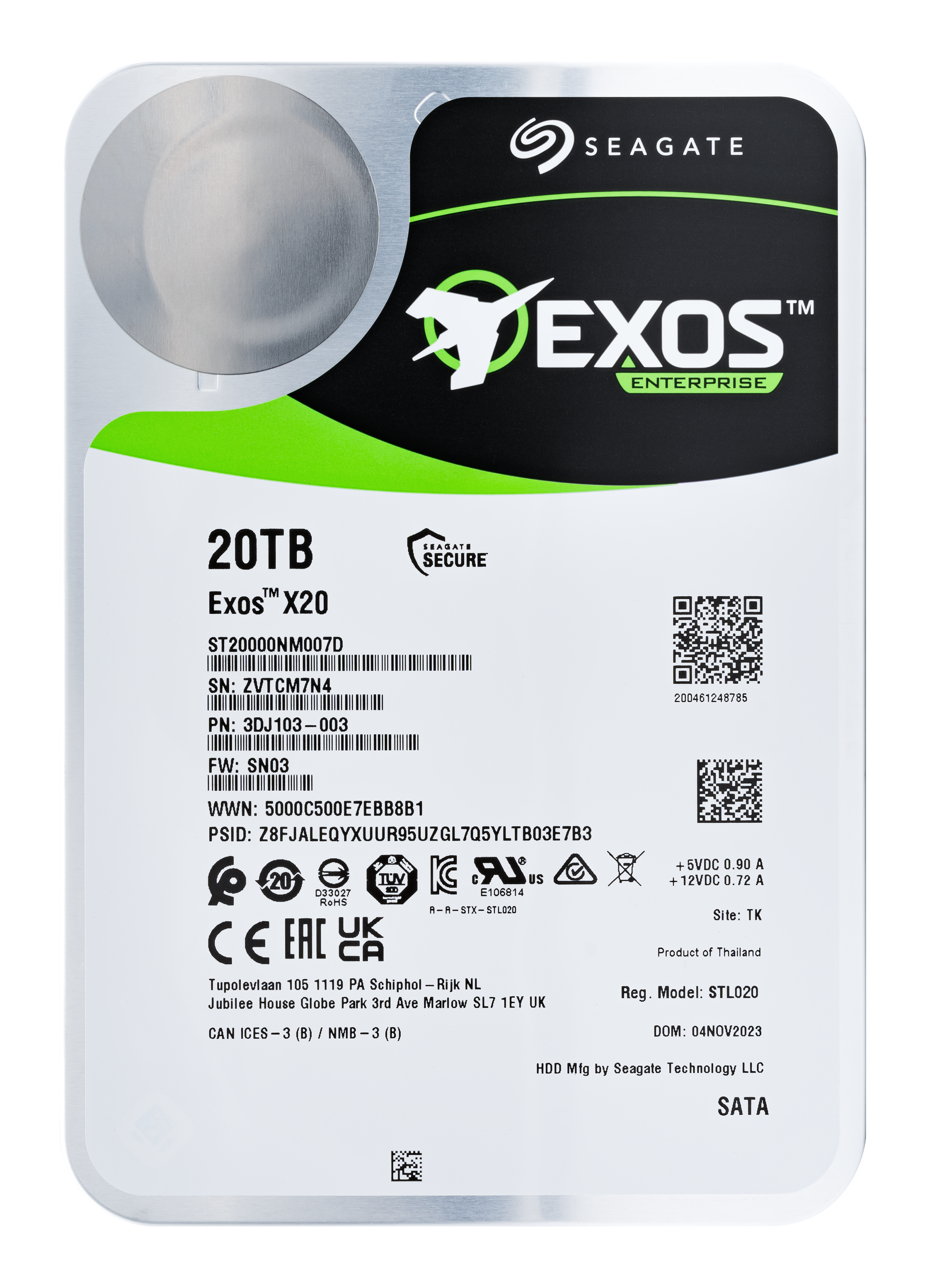
یک درایو دیسک سخت از شرکت سیگیت با ظرفیت ۲۰ ترابایت

درایو هارد دیسک (به انگلیسی: Hard Disk Drive) یا HDD یکی از قطعات رایانه دیسک است. دیسک سخت وسیله‌ای است با یک یا چند صفحه که سطح آن‌ها با موادی پوشش داده شده که بتوان داده‌ها را به‌طور مغناطیسی بر روی آن‌ها ضبط نمود. این وسیله علاوه بر صفحه‌های مذکور حاوی هدهای خواندن/نوشتن، سازوکار تعیین محل هد، و موتوری است که در محفظه‌ای جای داده می‌شود تا از آلودگی‌های خارجی در امان باشد. این محیط محافظت شده به هدها امکان می‌دهد تا به اندازهٔ ۱۰ تا ۲۵ میلیونیم اینچ از سطح صفحه‌ای که عموماً ۳۶۰۰ تا ۷۲۰۰ دور در دقیقه می‌زند فاصله داشته باشد بنابراین حجم دادههای قابل ذخیره‌سازی و سرعت دستیابی به آن‌ها نسبت به فلاپی‌دیسکها بسیار بیشتر است.
در دیسکهای سخت جدید که به آن‌ها دور بالا نیز گفته می‌شود، سرعت چرخش دیسک به ۱۵۰۰۰ دور در دقیقه (RPM) می‌رسد.
ظرفیت دیسک‌های سخت به مراتب از فلاپی دیسکها بیشتر بوده و هر روز به ظرفیت آن‌ها افزوده می‌شود؛ به عنوان مثال امروزه ظرفیت متوسط دیسک‌های سخت در حدود 6 ترابایت است. بیشترین ظرفیت یک هارد درایو مربوط به PM1633a است که در اوت ۲۰۱۵ در همایش Flash Memory Summit، شرکت سامسونگ از آن رونمایی کرد.
در دیسک‌های سخت چند صفحه دیسک جای داده می‌شود تا دیسک گردان بتواند به بیش از یک صفحه دستیابی داشته باشد.

## تاریخچه

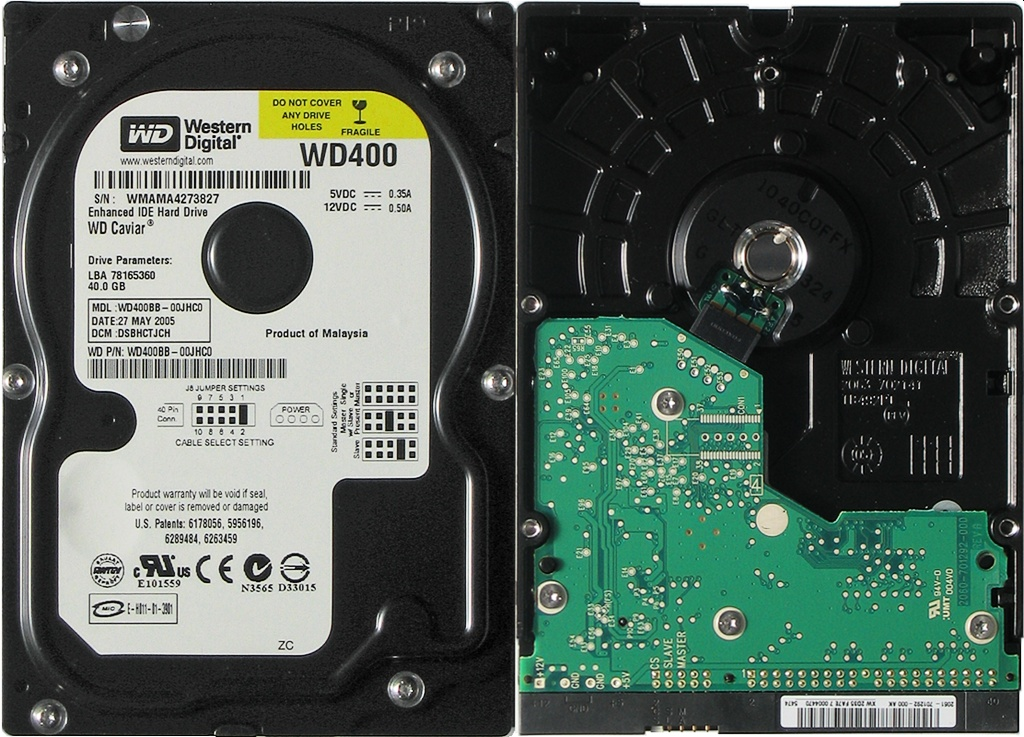
پشت و رو دیسک سخت

سالها پیش دیسکهای سخت بسیار بزرگ و سنگین بودند و برای محیطهای حفاظت شده مانند مرکز اطلاعات یا اداره‌های بزرگ، بسیار مناسب تر از محیطهای صنعتی (به دلیل ظرافت و میزان دقت) و اداره‌های کوچک و خانه‌ها (به دلیل اندازه و توان مصرفی بالای آنها) بودند. پیش از اوایل سال ۱۹۸۰ بیشتر دیسک‌های سخت صفحات ۸ اینچی(۲۰ سانتی‌متری) یا ۱۴ اینچی (۳۵ سانتی‌متری) داشتند که شامل تجهیزات مدارات متحرک با سطح ساختمانی زیاد بودند (به خصوص دیسکهای بزرگ تجهیزات متحرک که گاهی به نام ماشینهای عیب‌یاب عنوان می‌شوند). و در موارد بسیاری به جریان بالا یا حتی توان سه فاز نیاز دارند. آنهم به دلیل وجود موتورهای بزرگی که در ساختار آن‌ها به کار رفته بود. به همین دلیل، دیسکهای سخت به‌طور رایج تا سال ۱۹۸۰ برای میکرو کامپیوترها مورد استفاده قرار نگرفت. بعد از ۱۹۸۰ شرکت سی گیت تکنولوژی نوع ST-۵۰۶ را ساخت که اولین دیسک سخت ۵٫۲۵ اینچی با ظرفیت ۵ مگا بایت بود. در حقیقت در پیکر بندی کارخانه‌ای (کامپیوترهای شخصی شرکت IBM) با دیسکهای سخت تجهیز نشده بود.
بیشتر دیسک‌های سخت میکرو کامپیوترها در اوایل سال ۱۹۸۰ تحت نام کارخانه سازنده اشان به فروش نمی‌رفتند مگر توسط شرکت سازنده تجهیزات اصلی (OEM) آن هم به عنوان یک بخش از دستگاه‌های جانبی بزرگ (مانند Corves Disk System و Apple Profile. کامپیوترهای نوع XT شرکت IBM شامل دیسک سخت داخلی بودند؛ و این روند شروعی به سمت خرید دیسک‌های خام شد که به‌طور مستقیم و بی واسطه به سیستم وصل می‌شدند. تولیدکنندگان دیسک‌های سخت شروع به بازار یابی برای مصرف‌کنندگان، همانند شرکت OEMs نمودند و در اواسط ۱۹۹۰، دیسک‌های سخت در هر مغازه جزئی فروشی نیز یافت می‌شد.
زمانیکه دیسک‌های داخلی یکی از گزینه‌های انتخاب کامپیوترهای شخصی شدند، دیسک‌های خارجی همچنان در اپل مکینتاش و دیگر تولیدکنندگان مورد استفاده بود. اولین اپل مکینتاش بین سالهای ۱۹۸۴ و ۱۹۸۶ ساخته شد که یک ساختمان کاملاً بسته داشتند و هیچ دیسک سخت داخلی یا خارجی دیگر را پوشش نمی‌داد. در سال ۱۹۸۶ اپل یک پورت واسط سیستم ریزکامپیوتر (به انگلیسی:SCSI) در پشت قطعه مزبور افزود که ارتباطات خارجی را امکان‌پذیر می‌نمود. درایوهایی که شامل SCSIهای خارجی بودند در میکرو کامپیوترهای قدیمی نیز بسیار مورد استفاده قرار می‌گرفتند مانند سری اپل ۲ که به‌طور وسیعی در سرویس‌ها مورد استفاده بودند. (کاربردی که همچنان نیز مورد توجه‌است). در اواخر ۱۹۹۰ پورتهای خروجی با سرعت بالا مانند یواس‌بی و فایروایر باعث شدند سیستم‌هایی با دیسکهای خارجی در انواع کامپیوترهای شخصی بیشتر مورد توجه قرار گیرند به خصوص برای استفاده‌کنندگان از لپ تاپها، کاربرهایی که از سیستم‌عامل لینوکس استفاده می‌کنند و همچنین کاربرهایی که می‌خواهند مقدار زیادی اطلاعات را بین دو یا چند منطقه مبادله کنند. بیشتر تولیدکنندگان دیسکهای سخت امروزه دیسک‌های خود را با پورتهای خروجی دار می‌سازند.

## فناوری ساخت
یک دیسک سخت اطلاعات را روی یک یا چند مینی دیسک مدور تخت که صفحه نامیده می‌شوند ذخیره می‌کند. صفحات بر روی یک محور استوار می‌شوند و در حالی که در بین هر صفحه یک جداکننده یا اسپیسر و در انتهای پایینی آن محور موتور قرار دارد. برای خواندن و نوشتن بر روی سطح صفحات، درایو از یک قطعه کوچک الکترومغناطیسی استفاده می‌کند که یک سر این قطعه در انتهای بازوی محرک واقع شده‌است و هر سر آن روی سطح صفحه می‌باشد. صفحات با سرعت بسیار بالایی در حال چرخش هستند تا به نوک‌های بازوی محرک اجازهٔ حرکت سریع را بدهند. در مقابل نوک دیگر بازوی محرک مرکز چرخش بازوست و در قسمت انتهایی آن یک پیچک صدا وجود دارد که سر بازو را حرکت می‌دهد. بالا و پایین هر پیچک صدا (پیچ تنظیم) یک آهنربای زمین شده قرار دارد که این عمل باعث می‌شود سر بازو به قسمت مرکزی یا به سمت نوار کناری دیسک به صورت شعاعی حرکت کند.
قسمت کنترل‌کننده دیسک از یک مبدل آنالوگ به دیجیتال برای کنترل جریان الکتریکی استفاده می‌کند که از طریق ییچ تنظیم که در بازوی متحرک قرار دارد این عمل صورت می‌گیرد. پیچ تنظیم به صورت یک آهنربای مغناطیسی عمل می‌کند و یک میدان مغناطیسی تولید می‌کند که این میدان متقابلاً بر میدان مغناطیسی ایجاد شده توسط مغناطیس‌کننده‌های موجود در بالا و پایین پیچ تنظیم تأثیر می‌گذارد و این فرایند باعث می‌شود تا پیچ تنظیم بتواند بازوی محرک و در نتیجه نوک دیگر متصل به بازوی محرک را به حرکت درآورد؛ بنابراین اگر پیچ تنظیم از یک انتها به سمت جلو فشرده شود، قطعه از سمت بالایی به سمت مرکز دیسک و اگر از انتهای دیگر فشرده شود، قطعه از قسمت بالایی به سمت لبه‌های دیسک حرکت می‌کند. مبدل دیجیتال به آنالوگ باعث می‌شود که کنترل‌کننده‌های دیسک در یک مرحله بسیار کوچک و مستقیماً به سمت سرها حرکت کنند.
صفحات از مواد غیر مغناطیسی مثل آلومینیوم و شیشه ساخته شده‌اند و با یک لایه بسیار نازک مغناطیسی پوشانده شده‌اند. دیسکهای قدیمی ازاکسید آهن۳ به عنوان ماده مغناطیس‌کننده استفاده شده درحالی‌که در دیسکهای امروزی از آلیاژهای کبالت استفاده می‌شود.

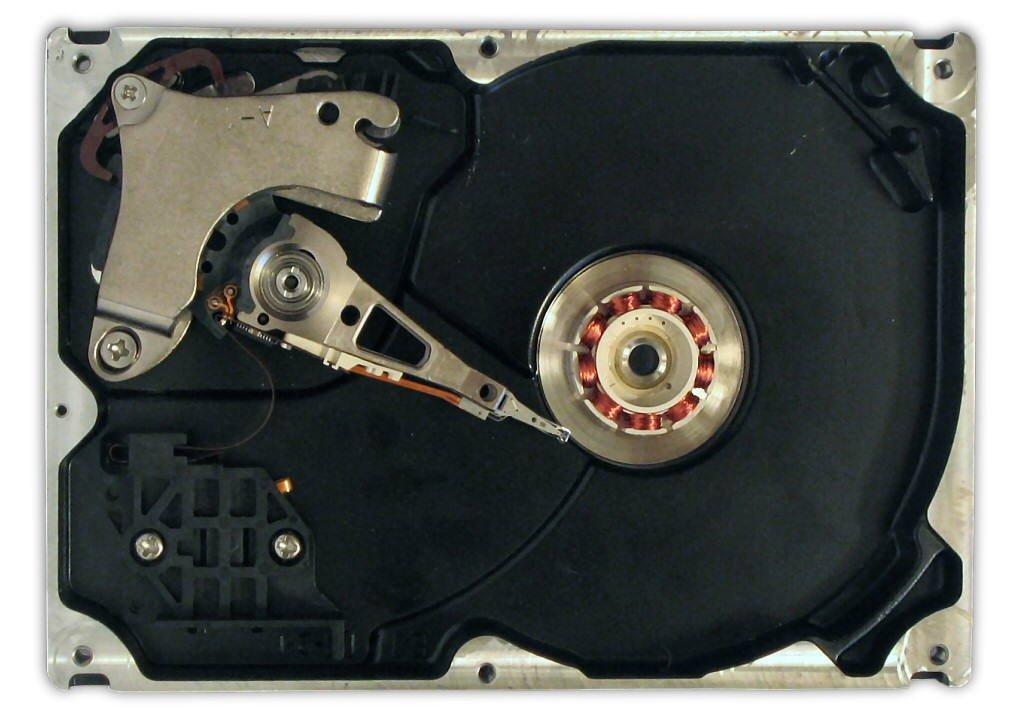
قسمت درونی یک دیسک سخت همراه با صفحات و محور چرخاننده موتوری با توپی متحرک. سمت چپ قسمت مرکزی بازوی محرک (نوک خواندن و نوشتن) قرار گرفته. نوک قرمز و سفید آن در قسمت انتهاِیی بازو قرار دارد. سر لغزنده آن نیز درست پشت نوک آن یعنی در سطح پایینی بازو قرار گرفته. سیمهای نارنجی رنگ کنار بازو نوک بازو را به قسمت کنترل مرتبط می‌کنند. نقطه مرکزی (محور) شامل یک پیچ مدور می‌باشد که قبل از صفحه فلزی قرار گرفته. صفحه فلزی نیم دایره‌ای در قسمت بالایی در گوشه سمت چپ قرار گرفته که در واقع یک آهنربای دایم جهت حرکت بازوست. پیچ تنظیم در قسمت پایینی قرار گرفته که شامل یک آهنربای ثانویه در قسمت زیر آن می‌باشد. فیلتر هوا در داخل محفظه پلاستیکی در سمت چپ پایطن آن قرار گرفته.

سطح مغناطیسی هر یک از صفحات به تعداد زیادی نواحی مغناطیسی با اندازه میکرومتری تقسیم شده‌اند؛ که هر یک از آن‌ها برای کدگذاری یک واحد دودویی منفرد شامل اطلاعات استفاده می‌شود. در هارد درایوهای امروزی هر یک از این نواحی مغناطیسی ترکیبی از چند صد ذره مغناطیسی هستند. هر قسمت مغناطیسی به صورت یک دو قطبی مغناطیسی است که یک میدان مغناطیسی متمرکز در اطراف خود ایجاد می‌کنند که این میدان نوک نوشتاری سطح مغناطیسی را با ایجاد یک میدان مغناطیسی قوی در اطراف آن مغناطیس می‌کند. دیسکهای سخت امروزی از یک بوبین (القاگر) برای خواندن اطلاعات آنهم از طریق ایجاد میدان مغناطیسی توسط آهنربای الکتریکی استفاده می‌کنند. نسخه‌های اخیر شامل نوکهای القایی، نوکهای نوار مغناطیسی (MIG) و با نوکهای غشای نازک هستند. نوکهای تولید شده امروزی إلمانهای نوشتن و خواندن جدا از هم هستند اما هر کدام در مجاورت یکدیگرند و تنها سهم کوچکی از بازوی محرک را تشکیل می‌دهند. إلمان خواندنی معمولاً از نوع مقاومت مغناطیسی است درحالی‌که إلمان نوشتنی از نوع غشای نازک القایی است.
ساختار دیسکهای سخت طوری محکم به هم بسته شده که از ورود گرد و خاک و دیگر منابع آلودگی به داخل آن جلوگیری کند. در واقع این ذرات مزاحم عملکرد صحیح دیسکهای سخت هستند. دیسکهای سخت هوابندی شده (مانع از ورود هوا) نیستند، اما از یک فیلتر هوا برای جلوگیری از ورود هوا به محفظه درونی دیسکها استفاده می‌کنند. چرخش صفحات باعث ایجاد یک جریان هوای گردابی می‌شود که این جریان هرگونه ذرات و گرد و غبار را به سمت فیلتر حرکت می‌دهند. همچنین چرخش صفحات به نوکهای دیسکهای سخت اجازه می‌دهد تا توسط همان جریان ایجاد شده در بالای سطح صفحات به صورت شناور بمانند.
استفاده از صفحات سخت و محکم و آب‌بندی واحدها باعث افزایش قدرت و استحکام آن‌ها نسبت به فلاپی‌دیسکها می‌شود. در نتیجه دیسکهای می‌توانند مقدار بیشتری از اطلاعات را نسبت به فلاپی دیسکها در خود ذخیره کنند؛ و همچنین دسترسی به اطلاعات نیز بسیار سریعتر است. در سال ۲۰۰۷ یک نمونه تولیدی دیسک سخت در یک ایستگاه کاری حدود ۱۶۰ گیگا بایت تا ۱ ترا بایت اطلاعات را در خود ذخیره می‌کند درحالی‌که چرخشی حدود ۷۲۰۰ یا ۱۰۰۰۰ دور بر دقیقه (RPM) دارد. در هارد درایو موبایلها و لپ‌تاپها که از نظر فیزیکی کوچک‌تر از کامپیوترهای شخصی هستند لزوماً کم حجم تر و کندتر هستند. در سال ۱۹۹۰ حداکثر چرخش ۴۲۰۰ دور در دقیقه بود. در سال ۲۰۰۷ هارد درایو نمونه‌هایی از تلفن‌های همراه با سرعت چرخش ۵۴۰۰ دور در دقیقه و با هزینه‌ای بسیار ناچیز موجود می‌باشد.

## ظرفیت و سرعت دسترسی

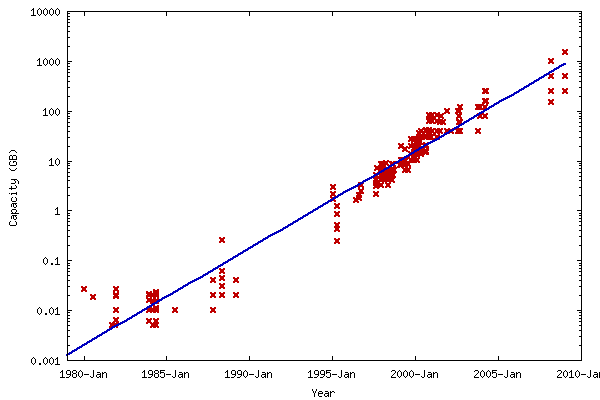
دیسک سخت یک کامپیوتر شخصی که ظرفیت آن بر حسب گیگا بایت بیان شده‌است. تابع به صورت لگاریتمی می‌باشد که خط ثابت به صورت نمایی افزایش یافته‌است

افزایش نمایی وار در حافظه دیسکها و سرعت دسترسی به اطلاعات در هارد درایوها به تولیدکنندگان تجاری قابلیت تولید دیسکهای سخت با ظرفیت ذخیره‌سازی بالا برای کاربرد بهتر مصرف‌کنندگان ایجاد می‌کنند. مانند دستگاه پخش صوت دیجیتال آی پد شرکت اپل و ضبط‌کننده تصویری شرکت تیوو. به علاوه وجود تعداد زیادی از چیپهای ذخیره‌سازی بستر مناسب را برای تنوع سیستم‌های که ساختارشان بر طبق صفحات وب است ایجاد کرده که در آن‌ها به ظرفیت بسیار بالایی نیاز است. همانند سیستم جستجو و ایمیلی که توسط شرکت‌های بزرگی همچون گوگل سفارش داده شده‌است.
روش اصلی برای کاهش زمان دسترسی به اطّلاعات افزایش سرعت چرخش است. درحالی‌که راه اصلی برای افزایش ظرفیت ذخیره‌سازی افزایش چگالی سطحی است. نائب رئیس شرکا سی گیت تکنولوژی رشد آتی در مورد چگالی دیسک‌ها را به اندازه ۴۰٪ در هر سال پیش‌بینی کرده‌است.
از سال ۲۰۰۶ دیسک درایوها از تکنولوژی ذخیره‌سازی به صورت عمودی استفاده می‌کنند تا بتوانند میزان ذخیره اطلاعات و توان عملیاتی را افزایش دهند.
اولین دیسک سخت ۳٫۵ اینچی که قابلیت ذخیره ۱ ترا بایت اطلاعات را داشت از نوع الگو:هیتاچی دسک استار۷کی ۱۰۰۰ بود. این درایو شامل ۵ صفحه بود که هر کدام از حدود ۴۰۰ گیگا بایت حافظه تشکیل شده بود که قادر بود ۹۳۵٫۵گیگا بایت فضای قابل استفاده ایجاد کند. هیتاچی از آن زمان با تولید دیسکهای سخت ۱ ترا بایت به شرکت‌های سامسونگ و سی گیت پیوست.
| اسامی استاندارد  | پهنا    | بیشترین ظرفیت تا تاریخ(۲۰۰۷) | صفحات (حداکثر مقدار) |
| ---------------- | ------- | ---------------------------- | -------------------- |
| ۵٫۲۵" FH         | ۱۴۶ mm  | ۴۷ GB                        | ۱۴                   |
| ۵٫۲۵" HH         | ۱۴۶ mm  | ۱۹٫۳ GB                      | ۴                    |
| ۳٫۵"             | ۱۰۲ mm  | ۱٫۲ TB                       | ۵                    |
| ۲٫۵"             | ۶۹٫۹ mm | ۲۵۰ GB                       | ۳                    |
| ۱٫۸" (PCMCIA)    | ۵۴ mm   | ۱۰۰ GB                       |                      |
| ۱٫۸" (ATA-7 LIF) | ۵۳٫۸ mm |                              |                      |

## اندازه‌گیری ظرفیت

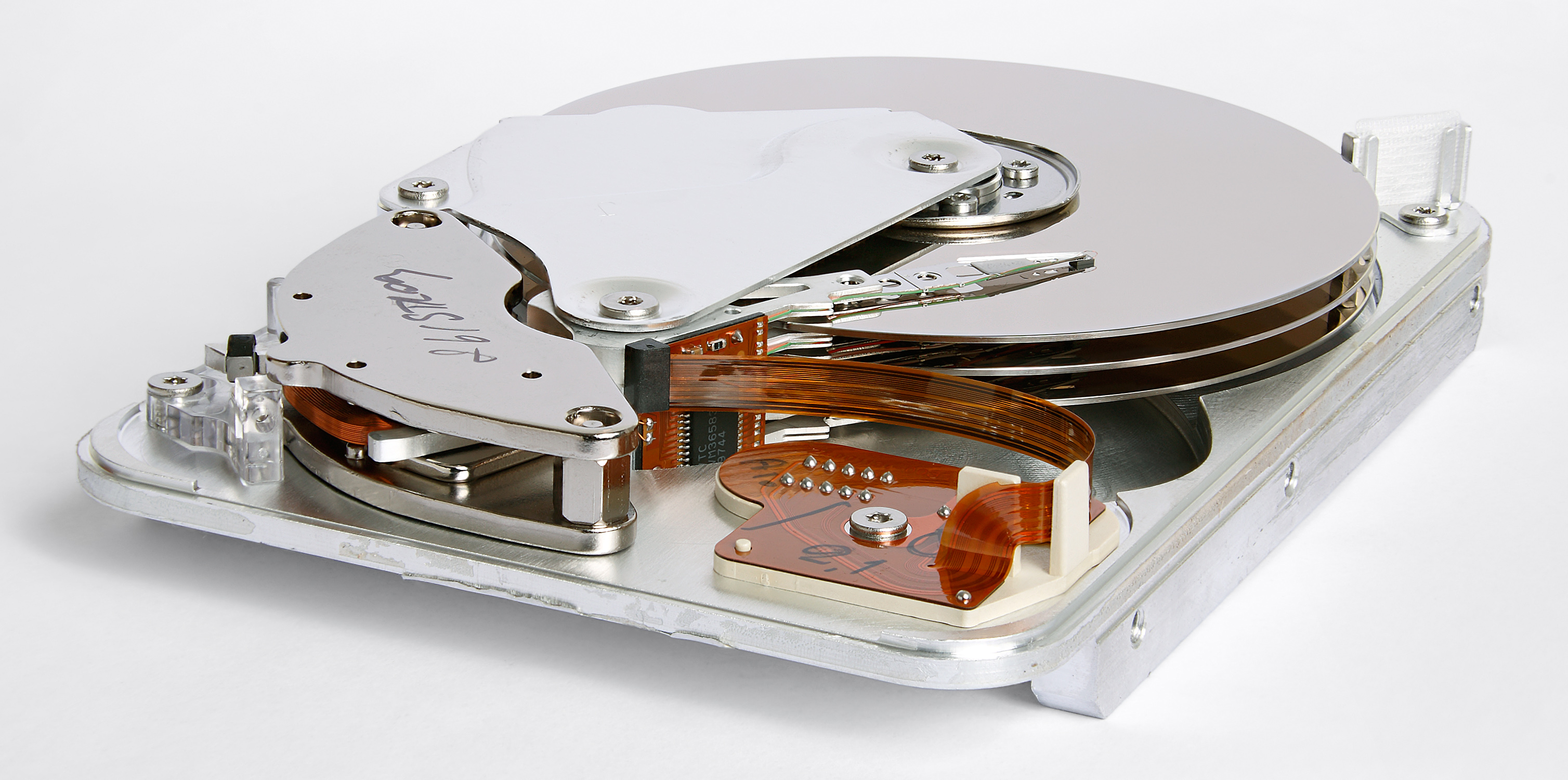
نمای داخلی از یک دیسک سخت محصول شرکت سی‌گیت تولید شده در مالزی در سال ۱۹۹۸

ظرفیت یک دیسک سخت می‌تواند توسط ضرب تعداد سیلندرها(استوانه)، تعداد نوک‌ها، تعداد شیارها، تعداد شیار بایت‌ها محاسبه شود. در یک درایو واسط الکترونیکی یکپارچه دیسک‌گردان (به انگلیسی: SATA و IDE) بزرگ‌تر از ۸ گیگا بایت، مقادیر به صورت ۱۶۳۸۳ سیلندر، ۱۶ نوک، ۶۳ شیار برای سازگاری با سیستم‌های عامل قدیمی تر هستند. باید توجه داشته باشیم که مقدار سیلندرها، نوک‌ها، شیارهای یک درایو پیشرفته معادل مقادیر واقعی در هنگام کارکرد نیستند و در قسمت ذخیره‌سازی بیت‌ها تعداد بخش‌های مختلف توسط نواحی آن‌ها شناخته می‌شوند.
تولیدکنندگان دیسکها سخت ظرفیت دیسکها را با استفاده از پیشوندهای سیستم SI  مگا، گیگا، ترا معین می‌کنند که به اختصار به صورت M, G، T بیان می‌شوند. بایت نیز به صورت B بیان می‌شود.
سیستم‌های عامل متناوباً میزان ظرفیت را با استفاده از همین علامتهای اختصاری گزارش می‌کنند، البته با ترجمه آن‌ها به صورت دودویی. برای مثال پیشوند مگا همچنین به صورت ۱۰ به توان ۶ بیان می‌شود که تقریباً معادل ۱۰۰۰۰۰۰ است. کاربردهای مشابه برای اندازه‌های بزرگ‌تر با پیشوندهای دیگر به کار می‌روند. این نتایج در تفاوت‌های محاسباتی بین سازندگان دیسکها به صورت ظرفیت و مشخصات سیستم بیان می‌شوند. این اختلاف در رنج‌های چند گیگا بایتی مشهود تر است. برای مثال مایکروسافت ظرفیت دیسکها را هم به صورت دهدهی با افزایش ارقام تا ۱۲ تعریف کرده و هم به صورت دودویی با افزایش ارقام تا ۳. بنابراین یک دیسک که توسط شرکت سازنده آن به عنوان ```۳۰ گیگا بایتی``` تعیین شده‌است ممکن است توسط ویندوز ۲۰۰۰ به دو صورت ۳۰۰۶۵۰۹۸بایتی و هم به صورت ۲۸٫۰ گیگابایتی بیان شود. اگر چه به دلیل سودمندی بیشتر ویندوز از این امکان استفاده کرده باشد که یک گیگا بایت را به صورت ۱٫۰۷۳٫۷۴۱٫۸۲۴ بایت (۲بایت) گزارش می‌کند درحالی‌که سیستم‌عامل آن را ۲۸٫۰ گیگا بایت گزارش کند.

## مشخصات دیسک‌های سخت

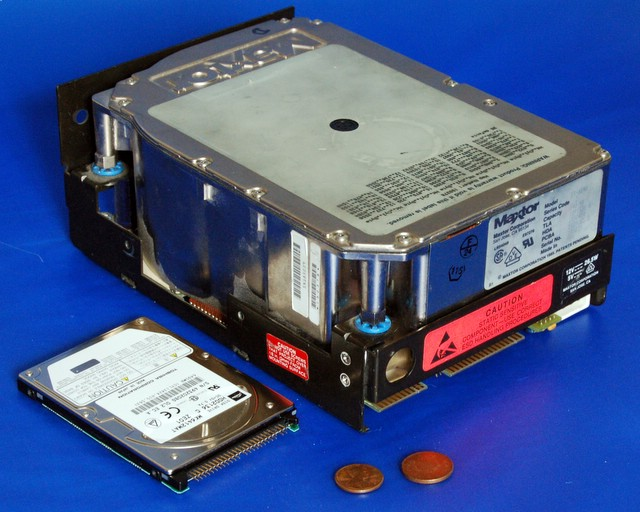

ظرفیت دیسک سخت معمولاً بر حسب گیگابایت بیان می‌شود. هاردهای قدیمی تر که ظرفیت کمتری نیز داشتند بر حسب مگا بایت بیان می‌شدند.
سرعت انتقال اطلاعات در قسمت داخلی در بازه ۴۴٫۲ مگابایت در ثانیه تا ۷۴٫۵ مگابایت در ثانیه تغییر می‌کند و این در حالیست که سرعت انتقال اطلاعات در واحدهای خارجی ۷۴٫۰ مگا بایت در ثانیه تا ۱۱۱٫۴ مگا بایت در ثانیه متغیر است. یک دیسک سخت با زمان دسترسی تصادفی در بازه‌های بین ۵ میلی‌ثانیه تا ۱۵ میلی‌ثانیه تغییرات دارد.
اندازه فیزیکی یک دیسک سخت بر حسب اینچ بیان می‌شود. اکثر هارد درایوها که در کامپیوترهای شخصی از آن‌ها استفاده می‌شود حدود ۳٫۵ اینچ عرض دارند و این در حالیست که رایانه‌های قابل حمل حدود ۲٫۵ اینچ عرض دارند. در اوایل سال ۲۰۰۷ کارخانجات تولید هارد، اقدام به فروش ساتا و SASهای ۲٫۵ اینچی برای استفاده در کامپیوترهای شخصی و اداری نمودند.
یک سازه رایج که امروزه به‌طور وسیعی از آن در ساخت دستگاه پخش صوت دیجیتال و رایانه‌های کیفی استفاده می‌شود سازه ۱٫۸ اینچی SATA-7LIF نام دارد که دارای حدود ۱۰۰ گیگا بایت حافظه ذخیره‌سازی با توان تلفاتی پایین و خواندن اطلاعات به‌طور سریع است. سری ۱٫۸ اینچی قبلی که در ظرفیتهای ۲–۵ گیگا بایتی موجود است مستقیماً قابل اتصال به کامپیوترهای شخصی هستند از این دسته سری کوچک‌تر ۱ اینچی این سازه‌ها ساخته شد و طراحی آن بدینگونه بود که در CFهای نوع ۲ جای گیرد و این سازه همچنین برای انجام ذخیره‌سازی در وسایل قابل حمل مثل دوربینهای دیجیتالی مورد استفاده قرار می‌گرفت. در واقع سازه ۱ اینچی یک سازه عملی بود که از میکرو درایوهای شرکت IBM نشات گرفته بودند. اما در حال حاضر، عموماً فقط سازه یک اینچی نامیده می‌شوند؛ و این به دلیل آن است که تولیدکنندگان دیگر نیز محصولات مشابهی تولید می‌کنند. همچنین سری ۰٫۸۵ اینچی نیز وجود دارد که کارخانه توشیبا آن را برای استفاده در سیستم تلفنهای همراه و کاربردهای مشابه عرضه کرده‌است؛ که از این سری محصولات می‌توان SD/MMCهای سازگار با دیسکهای سخت را نام برد که برای کاربردهای ذخیره‌سازی تصویری تا ظرفیت ۴ گیگا بایت بهینه شده‌اند.
اندازه طراحی نسبت به نوع عملکرد در نام‌گذاری قطعات بیشتر مد نظر قرار می‌گیرد. اسامی قطعات بیانگر عرض قطعه است که روی دیسک مندرج شده‌است. یک درایو ۵٫۲۵ اینچی دارای عرض واقعی ۵٫۷۵ اینچ است و یک درایو ۳٫۵ اینچی به عرض ۴ و ۲٫۵ اینچی با عرض ۲٫۷۵ می‌باشد. یک درایو ۱٫۸ اینچی می‌تواند اجزای مختلفی داشته باشد که به نوع کاربرد و عوامل ساخت آن بستگی دارد. یک درایو نوع PCMCIA عرض ۵۴ میلی‌متری دارددر حالیکه درایو ATA-7LIF عرض ۲٫۱۲ اینچی دارد.
دیسکهای سخت زمانی‌که دارای ارتفاعی معادل ۳٫۲۵ اینچ باشند یک دیسک سخت با ارتفاع کامل نامیده می‌شوند؛ و با ارتفاع ۱٫۶۲۵ اینچ دارای ارتفاع نیم هستند. یک هارد با ارتفاع کم یا مقطع کوچک ارتفاع حدود ۱ اینچ دارد. درایوهای با مقطع خیلی کوچک ارتفاعی حدود ۰٫۷۵ اینچ، ۰٫۶۵ اینچ و ۰٫۴ اینچ یا ۰٫۳۷ اینچ دارند.

## انواع هارد دیسک
هارد دیسک‌ها در انواع مختلف به صورت داخلی (Internal)و خارجی (External)تولید شده‌اند که هاردهای داخلی خود دارای چندین مدل با چندین پورت مختلف هستند. اغلب برای سیستم‌های خانگی و لپ تاپ‌ها از هاردهای ساتا یا قدیم تر از هاردهای IDE استفاده می‌شود و در حال حاضر بیشتر از حافظه‌های SSD استفاده می‌شود. در سرورها نیز به خاطر سرعت بیشتر از هاردهای SAS استفاده می‌شود.